# Muhammed Altıntaş
Muhammed Altıntaş (* 30. März 1964 in Trabzon) ist ein ehemaliger türkischer Fußballspieler. Er spielte einen Großteil seiner Profi-Karriere für Galatasaray Istanbul und musste seine Karriere infolge eines schweren Autounfalls vorzeitig beenden. Sein Spitzname lautet „Mammi“.

## Karriere
Im Alter von 23 Jahren wechselte er zu Galatasaray, die zu dieser Zeit von Jupp Derwall trainiert wurde. Trotz seines jungen Alters konnte er sich gleich einen Stammplatz in der Mannschaft erkämpfen und gehörte fortan zu einem festen Bestandteil der Mannschaft. Er war maßgeblich an der türkischen Meisterschaft Galatasarays in der Saison 1986–1987 beteiligt, in der sein Klub nach 14 Jahren das erste Mal wieder die Meisterschaft holen konnte.

## Erfolge
Türkische Meisterschaft:
- 1987, 1988, 1993, 1994

Türkischer Fußballpokal (Türkiye Kupası):
- 1991, 1993, 1996

Türkischer Pokalfinalist:
- 1994, 1995

Pokal des Türkischen Sportjournalisten-Vereins (TSYD Kupası):
- 1987, 1991, 1992

Präsidenten-Pokal (Cumhurbaşkanlığı Kupası):
- 1982